# Universidad Internacional del Trópico Americano
La Universidad Internacional del Trópico Americano (Unitrópico) es una universidad pública, estatal y autónoma colombiana ubicada en la ciudad de  Yopal, Casanare. Ofrece una variedad de programas académicos en posgrado, profesionales, tecnológicos y técnicos. La universidad fue creada en el año 2000 como una institución de educación superior de participación mixta, por iniciativa del Departamento de Casanare y con el apoyo de personas de derecho público y privado.
Sin embargo, la naturaleza jurídica de Unitrópico fue objeto de controversias y discusión jurídica durante muchos años. En 2015, la Sala de Consulta y Servicio Civil del Consejo de Estado emitió el Concepto 2242, declarando la imposibilidad jurídica de que un ente mixto como Unitrópico prestara el servicio de educación superior. Esta decisión impulsó a movimientos sociales y estudiantiles a promover la transformación de la universidad en una institución pública. Durante más de una década, el estudiante de derecho y hoy abogado Alexis Ferley Bohórquez fue el principal vocero y arquitecto jurídico de la oficialización de Unitrópico.
En 2018, se aprobó la Ley 1937, que establece la naturaleza y régimen jurídico de la Fundación Universitaria Internacional del Trópico Americano, posibilitando que Unitrópico se transforme en la Universidad Pública del Departamento de Casanare. Esta ley fue resultado del Proyecto de Ley 122 de 2016 Senado y 211 de 2016 Cámara a, presentado por el exrepresentante a la Cámara por Casanare John Eduardo Molina Figueredo, con la asesoría del abogado Alexis Ferley Bohórquez.
El 30 de diciembre de 2019, se suscribió el Convenio de Aportes de Financiación entre el Ministerio de Educación y la Gobernación de Casanare en cabeza del Ex Gobernador Josué Alirio Barrera Rodríguez, que garantiza a perpetuidad los recursos de funcionamiento de Unitrópico, con financiación del Presupuesto General de la Nación y el Departamento de Casanare. Es importante destacar que, desde la expedición de la Ley 30 de 1992, Unitrópico es la primera universidad del país que pasa de ser privada a pública, aunque existen dos antecedentes preconstitucionales como la Universidad Francisco de Paula Santander del Norte de Cúcuta y la Universidad de Pamplona, instituciones que en su momento se fundaron o crearon como fundaciones de derecho privado.

## Historia de la Universidad Internacional del Trópico Americano (Unitrópico)
La Universidad Internacional del Trópico Americano (Unitrópico) es una institución de educación superior ubicada en Yopal, Casanare (Colombia), que fue constituida en el año 2000 como fundación de participación mixta y, posteriormente, transformada en universidad pública del orden departamental mediante la Ley 1937 de 2018. Su transformación significó un hecho histórico para el departamento de Casanare, que por años careció de una universidad pública con sede principal en su territorio. 

## Contexto territorial y necesidad educativa
Desde la promulgación de la Constitución Política de 1991, el departamento de Casanare fue reconocido como entidad territorial, conforme al artículo 309 de la Carta. Casanare es uno de los departamentos más extensos del país y cuenta con una población estimada superior a los 350.000 habitantes. Su economía se basa en sectores como la ganadería, la agricultura, la explotación petrolera y la biodiversidad hídrica.
A pesar de este potencial, Casanare fue por décadas uno de los pocos departamentos del país sin una institución universitaria pública con sede principal en su jurisdicción. Hasta el año 2018, los departamentos de Arauca, Vichada, Amazonas, Guainía, Vaupés, Guaviare y Casanare no contaban con universidades públicas propias; en algunos casos existían sedes de la Universidad Nacional de Colombia, pero no con naturaleza departamental ni autonomía institucional en la región.

## Primeros intentos y creación de universidad publica en Casanare y Unitrópico
En 1994, bajo el mandato del gobernador Óscar Leonidas Wilches Carreño, se sancionó la Ordenanza 010 del 29 de junio de 1994, mediante la cual se creó la Universidad Pública Presencial de Casanare y se autorizó al Gobernador para gestionar empréstitos por 2.500 millones de pesos. No obstante, la autorización feneció el 31 de diciembre del mismo año sin que se constituyera jurídicamente la universidad.
Posteriormente, durante la administración del gobernador Jorge Eliecer Prieto Riveros, se impulsaron dos ordenanzas fundamentales. Primero, la Ordenanza 060 del 10 de noviembre de 1999, que autorizaba la creación de una corporación mixta sin ánimo de lucro, la cual no llegó a ejecutarse. Luego, la Ordenanza 076 del 24 de febrero de 2000, que autorizó la constitución de una fundación universitaria de participación mixta, sin ánimo de lucro, regida por la Ley 30 de 1992, bajo el nombre de Fundación Universitaria Internacional del Trópico Americano – Unitrópico.
El 16 de marzo de 2000 se constituyó formalmente Unitrópico mediante documento privado. Posteriormente, el 11 de junio de 2002, el Ministerio de Educación Nacional expidió la Resolución 1311, otorgando personería jurídica como institución universitaria privada con domicilio principal en Yopal, Casanare.
La institución inició sus actividades académicas en 2003 con los programas de Biología y Economía, y en 2006 se sumaron Ingeniería Agroforestal e Ingeniería de Sistemas. Durante esta etapa, Unitrópico operó como institución de participación mixta, sin carácter público reconocido formalmente.

## Inseguridad jurídica y proyecto legislativo
La naturaleza jurídica mixta de Unitrópico generó dudas sobre su régimen legal. Esta situación fue advertida por la Sala de Consulta y Servicio Civil del Consejo de Estado en el concepto con radicado 2242 del 9 de julio de 2015, el cual concluyó que, en los términos vigentes, Unitrópico debía ser considerada una universidad privada.
Esta incertidumbre jurídica motivó al entonces representante a la Cámara por Casanare, John Eduardo Molina Figueredo, a presentar el Proyecto de Ley 122 de 2016 Senado / 211 de 2016 Cámara, con el objetivo de transformar a Unitrópico en universidad pública del orden departamental.
Aunque Molina fue el autor formal del proyecto, el diseño técnico, jurídico y presupuestal fue realizado por el abogado Alexis Ferley Bohórquez, egresado de Unitrópico y asesor legislativo, quien estructuró el articulado, la exposición de motivos y los fundamentos constitucionales con base en los artículos 69 y 152 de la Constitución, así como la Ley 30 de 1992.

## Etapas legislativas para la transformación de Unitrópico

### Primera etapa legislativa: trámite en el Congreso de la República (2016–2018)
La transformación de Unitrópico en universidad pública inició formalmente con la radicación del Proyecto de Ley 122 de 2016 Senado / 211 de 2016 Cámara, “Por medio del cual se establece la naturaleza y régimen jurídico de la Fundación Universitaria Internacional del Trópico Americano – Unitrópico”.
El proyecto fue presentado por el entonces representante a la Cámara por Casanare, John Eduardo Molina Figueredo, con la autoría técnica y estructuración jurídica a cargo del abogado Alexis Ferley Bohórquez, egresado de Unitrópico y asesor legislativo. Bohórquez diseñó la arquitectura normativa, constitucional, doctrinal y presupuestal del proyecto, sustentado en el artículo 69 de la Constitución y la Ley 30 de 1992.
Durante esta primera etapa, el proyecto recibió respaldo multipartidista en el Congreso. Entre los actores más destacados estuvieron:
- Camilo Abril Tarache, representante a la Cámara por Casanare (Partido Liberal), defensor del proyecto en la Comisión Sexta de Cámara.
- Jorge Eliecer Prieto Riveros, senador (Alianza Verde), exgobernador del departamento y conocedor del proceso desde sus orígenes.
- Josué Alirio Barrera Rodríguez, gobernador de Casanare (2016–2019), quien articuló el respaldo político de su bancada en el Senado y facilitó gestiones ante el Ejecutivo.
- César Ortiz Zorro, representante a la Cámara (Centro Democrático), quien lideró debates de control político y promovió mecanismos complementarios de financiación para la universidad.
- Jairo Cristancho Tarache, representante a la Cámara, quien acompañó institucionalmente el trámite del proyecto.
- Oriol Jiménez Silva, rector de Unitrópico, quien sustentó técnicamente la iniciativa ante el Congreso, el Ministerio de Educación Nacional y otros actores estatales.
- Alexis Ferley Bohórquez, articulador jurídico, vocero técnico en audiencias, y coordinador de los documentos de respaldo constitucional y legislativo.

El proyecto fue aprobado por unanimidad en ocho debates legislativos, distribuidos en:
- Cuatro debates reglamentarios (dos en Cámara y dos en Senado),
- Dos sesiones de conciliación, y
- Dos votaciones adicionales en Plenarias de Senado y Cámara para rechazar las objeciones presidenciales.

La unanimidad alcanzada en todas las sesiones, sin ningún voto en contra, evidenció la solidez jurídica de la iniciativa y el amplio consenso político que generó.

### Segunda etapa legislativa: implementación y gestión institucional (2018–2021)
Una vez sancionada como Ley 1937 del 6 de septiembre de 2018, comenzó una nueva fase orientada a su implementación, cumplimiento y ejecución. Esta segunda etapa fue clave para garantizar que la transformación jurídica se materializara de forma efectiva y sostenible.
Entre los principales actores que lideraron esta etapa se destacan:
- Amanda Rocío González Rodríguez, senadora por el Centro Democrático, quien como presidenta de la Comisión Sexta del Senado, gestionó el seguimiento del proceso y aceleró la aprobación del Estudio Socioeconómico de Factibilidad exigido por la Ley 30 de 1992.
- César Ortiz Zorro, representante a la Cámara, quien impulsó el cumplimiento de la Ley 1937 de 2018 mediante debates de control político y fue el autor formal de la Ley de la Estampilla Pro-Unitrópico, una iniciativa concebida por el abogado Alexis Ferley Bohórquez, quien cedió el proyecto a Ortiz Zorro para su radicación en el Congreso.
- Jairo Cristancho Tarache, representante a la Cámara, quien dio acompañamiento legislativo e institucional al proceso de oficialización y a la articulación con el Ministerio de Educación Nacional y la Comisión Tercera de Presupuesto.
- Salomón Andrés Sanabria Chacón, gobernador de Casanare (2020–2023), quien dio continuidad institucional a la iniciativa, consolidó la ejecución de la Ley, y lideró junto a su equipo la suscripción y sostenimiento del Convenio de Aportes Permanentes con el Ministerio de Educación, firmado el 30 de diciembre de 2019 por un valor base de $18.500 millones anuales.

Durante esta etapa, el equipo técnico de Unitrópico, bajo el liderazgo del rector Oriol Jiménez Silva y el asesor jurídico Alexis Ferley Bohórquez, elaboró ad honorem el Estudio de Factibilidad, que fue aprobado por el Ministerio de Educación mediante la Resolución 012703 del 13 de julio de 2021. Además, la Asamblea Departamental de Casanare expidió la Ordenanza 014 de 2021, adoptando el Estatuto General que formalizó la transformación de Unitrópico en universidad pública del orden territorial, con financiación nacional y autonomía universitaria plena.

## Objeciones presidenciales y Sentencia de la Corte Constitucional
El expresidente Juan Manuel Santos Calderón objetó el proyecto por supuesta inconstitucionalidad e inconveniencia. No obstante, el Congreso rechazó las objeciones y remitió el proyecto a la Corte Constitucional.
Durante el trámite en la Corte intervinieron:
- José Gregorio Hernández Galindo, expresidente de la Corte Constitucional.
- Neidy Liliana Bernal Huertas, abogada egresada de Unitrópico.
- Alexis Ferley Bohórquez, quien presentó una defensa técnica sólida del proyecto.

La Corte, mediante la Sentencia C-051 de 2018, declaró infundadas las objeciones presidenciales y ratificó la competencia del Congreso para transformar, por vía legislativa y de forma excepcional, una institución mixta en universidad pública sin necesidad de disolución.

## Sanción y transformación oficial
El 6 de septiembre de 2018, el presidente Iván Duque Márquez sancionó el proyecto como Ley 1937 de 2018, que autorizó a la Asamblea de Casanare, por iniciativa del Gobernador, a transformar la naturaleza, carácter académico y régimen jurídico de Unitrópico. La ley estableció que esta transformación no requería liquidación previa y debía contar con la anuencia de los fundadores.

## Estudio de factibilidad y formalización
En cumplimiento de la ley, se elaboró un Estudio Socioeconómico de Factibilidad, liderado por el rector Oriol Jiménez Silva y el abogado Alexis Ferley Bohórquez, junto con el equipo técnico de Unitrópico. Este estudio fue desarrollado ad honorem y se constituyó en el primer ejercicio de este tipo en Colombia.
En diciembre de 2019, se suscribió el Convenio de Aportes Permanentes entre el Ministerio de Educación Nacional y la Gobernación de Casanare, por un valor base de $18.500 millones anuales. La administración del gobernador Salomón Andrés Sanabria Chacón (2020–2023) dio continuidad al proceso y respaldó su implementación.
Finalmente, la Asamblea de Casanare expidió la Ordenanza 014 de 2021, adoptando el nuevo Estatuto General de Unitrópico como universidad pública, y el Ministerio de Educación Nacional, mediante la Resolución 012703 del 13 de julio de 2021, reconoció formalmente a Unitrópico como institución pública del orden departamental.

## Situación actual
Desde su transformación oficial, Unitrópico:
- Hace parte del sistema de universidades públicas del país.
- Tiene autonomía universitaria plena.
- Recibe financiación del Presupuesto General de la Nación y aportes del departamento.
- Está sujeta al control de organismos como la Contraloría General de la República y la Procuraduría General de la Nación.

La transformación de Unitrópico es considerada una conquista jurídica, política y técnica sin precedentes en Colombia, al ser la primera y única universidad creada bajo este modelo de conversión legislativa, sin disolución previa. 

## Naturaleza jurídica actual de Unitrópico
La Universidad Internacional del Trópico Americano, Unitrópico, de conformidad con las disposiciones de la Ley 1937 de 2018, en especial los artículos 1 y 2, que permitieron a la Asamblea Departamental de Casanare su oficialización mediante la Ordenanza N.º 014 de 2021, y según su Estatuto General, es la institución de educación superior del Departamento de Casanare, por disposición constitucional no hace parte de ninguna de las ramas del poder público, ni es un establecimiento público, por ser un ente universitario autónomo de régimen especial de los que trata el artículo 69 de la Constitución Política, los artículos 19 y 28 de la Ley 30 de 1992, y el artículo 40 de la Ley 489 de 1998, siendo así, una universidad dotada de personalidad jurídica, gobierno propio, autonomía académica, administrativa, financiera y presupuestal; rentas y patrimonio propios e independientes provenientes de la Nación, del Departamento de Casanare y otras fuentes permitidas por la ley; forma parte del sistema de universidades estatales y está vinculada al Ministerio de Educación Nacional en lo referente a las políticas y planeación del sector educativo y el servicio público de la educación superior, en especial por la Ley 30 de 1992, Ley 1740 de 2014 y las demás disposiciones legales que le sean aplicables de acuerdo con su naturaleza jurídica, carácter académico y las normas internas dictadas en ejercicio de su autonomía. 

## Misión y visión

### Misión y visión Unitrópico privada
- MISIÓN

Somos una universidad de naturaleza pluralista, formamos integralmente personas con criterios humanísticos, bioéticos, científicos e innovadores, con un elevado nivel cultural y una visión integral de los problemas humanos y ambientales, que incluyen una concepción innovadora y de curiosidad científica, una actitud tolerante y solidaria, un interés de alcanzar la excelencia y un deseo de servir a sus comunidades y a nuestros conciudadanos. Promovemos la investigación científica, el conocimiento de las riquezas naturales, la biodiversidad de la Orinoquia y nuestra diversidad étnica y cultural, para la generación y utilización de prácticas sostenibles de desarrollo Económico y social, mediante la articulación de la investigación, la docencia y la proyección social, de tal manera, que contribuyan a la generación, aplicación y divulgación del conocimiento para proyectar la Orinoquia al país y al mundo.
- VISIÓN

En el 2030 Unitrópico será un referente de excelencia académica de la Orinoquía Colombiana y el país. Con este propósito, formará profesionales e investigadores integrales quienes responderán acertadamente a los retos de la globalización, a través de la apropiación del conocimiento científico y tecnológico. Así mismo, el egresado Unitropista continuará abogando por la protección y conservación de la biodiversidad, la construcción del tejido social, el valor por la diversidad cultural y el desarrollo sostenible.

### Misión y visión de la Universidad Internacional del Trópico Americano
- MISIÓN

La Universidad Internacional del Trópico Americano, Unitrópico, es la universidad pública de Casanare, que forma integralmente personas con criterios humanísticos, solidarios, bioéticos, científicos e innovadores, con el fin de que sean profesionales y ciudadanos autónomos, con pensamiento crítico y una visión integral de los problemas humanos y ambientales. Promueve la investigación científica, el desarrollo tecnológico, la innovación, el emprendimiento y las artes para potencializar la riqueza natural, la biodiversidad y la diversidad étnica y cultural; permitiendo la generación y utilización de prácticas sostenibles en el ámbito económico y social, que hagan frente a los desafíos del planeta. Así, mediante la articulación de la docencia, la investigación, la proyección social y la internacionalización; Unitrópico contribuye con la generación, divulgación y aplicación del conocimiento, que proyecte a la Orinoquia hacia el país y el mundo.
- VISIÓN

En el 2030 la Universidad Internacional del Trópico Americano, Unitrópico, es un referente de excelencia académica y transparencia administrativa de la Orinoquía Colombiana y el país. Lidera la generación y apropiación del conocimiento de la región y la valoración de la biodiversidad y la identidad cultural. Su capacidad de transformación, de manera equitativa e incluyente, le permite formar profesionales, investigadores y emprendedores íntegros, que contribuyen a la construcción de paz y tejido social en el marco del desarrollo sostenible.

## Trámite legislativo de la Ley 1937 de 2018
La Ley 1937 de 2018, fue una iniciativa legislativa de autoría del exrepresentante a la Cámara por Casanare John Eduardo Molina  Figueredo, dicho proyecto de ley fue elaborado y diseñado por el abogado Alexis Ferley Bohórquez egresado de Unitrópico y miembro de la Unidad de Trabajo Legislativo del exrepresentante. 
Anécdotas del proyecto de ley.
El Proyecto de Ley 122 de 2016 Senado y 211 de 2016 Cámara, fue elaborado y diseñado jurídicamente por el  abogado Alexis Ferley Bohórquez (Egresado de Unitrópico).  
El Proyecto de Ley 122 de 2016 Senado y 211 de 2016 Cámara, fue objeto de ocho (8) discusiones en el Congreso de la República de Colombia, saliendo siempre avante con una votación unánime.  
El Proyecto de Ley 122 de 2016 Senado y 211 de 2016 Cámara, fue objetado por el expresidente Juan Manuel Santos Calderón por razones de inconveniencia e inconstitucionalidad.  
El abogado y egresado de Unitrópico Alexis Ferley Bohórquez como funcionario de la Unidad de Trabajo Legislativo del exrepresentante a la Cámara por Casanare John Eduardo Molina  Figueredo, preparó para la Comisión Accidental del Congreso de la República el informe que negaba las objeciones presidenciales por inconveniencia.  
El Congreso de la República de Colombia, de manera unánime negó las objeciones de inconveniencia propuestas por el ex Presidente Juan Manuel Santos Calderón.  
El Proyecto de Ley 122 de 2016 Senado y 211 de 2016 Cámara, fue objeto de estudio de la Honorable Corte Constitucional en razón a las objeciones del expresidente Juan Manuel Santos Calderón. 
El Proyecto de Ley 122 de 2016 Senado y 211 de 2016 Cámara, fue defendido en la Corte Constitucional por los abogados egresados de Unitrópico Alexis Ferley Bohórquez, Neidy Liliana Bernal y el expresidente de la Corte Constitucional José Gregorio Hernández Galindo, ex Magistrado contratado para la defensa del proyecto de ley por parte del exgobernador de Casanare Josué Alirio Barrera Rodríguez.  
La Corte Constitucional en Sentencia C-051 de 2018 de manera unánime declaró infundadas las objeciones de inconstitucionalidad propuestas por parte del expresidente Juan Manuel Santos Calderón, dando la razón al informe de objeciones del Congreso de la República y las intervenciones ciudadanas del ex Magistrado José Gregorio Hernández Galindo y los abogados egresados de Unitrópico Alexis Ferley Bohórquez y Neidy Liliana Bernal Huertas.  
La Ley 1937 de 2018, fue la primera ley sancionada por el Presidente Iván Duque Márquez en su periodo presidencial. 
El proyecto de Ley 122 de 2016 Senado y 211 de 2016 Cámara, fue impulsado y respaldado en el Senado de la República por el ex Senador Jorge Prieto Riveros, quien fue el gobernador fundador de Unitrópico en el año 2000.   
En la siguiente tabla se relaciona el tramite legislativo que surtió el Proyecto de Ley 122 de 2016 Senado y 211 de 2016 Cámara.
| Proyecto | Proyecto                                                                                               | Senado N.º 122/2016S                                                                                   | Senado N.º 122/2016S                                                                           | Senado N.º 122/2016S                                                                           | Senado N.º 122/2016S                                                                           | Senado N.º 122/2016S                                                                           | Cámara N.º 211/2016C                                                                           | Cámara N.º 211/2016C                                                                           | Cámara N.º 211/2016C                                                                           |
| Acto Legislativo ____________ | Acto Legislativo ____________                                                                          | L. Orgánica _______                                                                                    | L. Orgánica _______                                                                            | L. Orgánica _______                                                                            | L. Estatutaria ______                                                                          | L. Estatutaria ______                                                                          | L. Estatutaria ______                                                                          | L. Estatutaria ______                                                                          | L. Ordinaria _X___                                                                             |
| Origen | Origen                                                                                                 | Senado:                                                                                                | Senado:                                                                                        | Senado:                                                                                        | Senado:                                                                                        | Senado:                                                                                        | Cámara: X                                                                                      | Cámara: X                                                                                      | Cámara: X                                                                                      |
| Fecha de Radicación | Fecha de Radicación                                                                                    | Senado: 29 de marzo de 2016                                                                            | Senado: 29 de marzo de 2016                                                                    | Senado: 29 de marzo de 2016                                                                    | Senado: 29 de marzo de 2016                                                                    | Senado: 29 de marzo de 2016                                                                    | Cámara: 29 de marzo de 2016                                                                    | Cámara: 29 de marzo de 2016                                                                    | Cámara: 29 de marzo de 2016                                                                    |
| Título: “POR LA CUAL SE ESTABLECE LA NATURALEZA Y REGIMEN JURIDICO DE LA FUNDACIÓN UNIVERSITARIA INTERNACIONAL DEL TROPICO AMERICANO”.                                                                         | | |                                                                                                |                                                                                                |                                                                                                |                                                                                                |                                                                                                |                                                                                                |                                                                                                |
| Autores: | H.R. John Eduardo Molina Figueredo                                                                     | H.R. John Eduardo Molina Figueredo                                                                     | H.R. John Eduardo Molina Figueredo                                                             | H.R. John Eduardo Molina Figueredo                                                             | H.R. John Eduardo Molina Figueredo                                                             | H.R. John Eduardo Molina Figueredo                                                             | H.R. John Eduardo Molina Figueredo                                                             | H.R. John Eduardo Molina Figueredo                                                             | H.R. John Eduardo Molina Figueredo                                                             |
| Comisión: | Sexta                                                                                                  | Sexta                                                                                                  | Sexta                                                                                          | Sexta                                                                                          | Sexta                                                                                          | Sexta                                                                                          | Sexta                                                                                          | Sexta                                                                                          | Sexta                                                                                          |
| Ponentes Primer Debate Senado: | H.S. Andrés Felipe García Zuccardi                                                                     | H.S. Andrés Felipe García Zuccardi                                                                     | H.S. Andrés Felipe García Zuccardi                                                             | H.S. Andrés Felipe García Zuccardi                                                             | H.S. Andrés Felipe García Zuccardi                                                             | H.S. Andrés Felipe García Zuccardi                                                             | H.S. Andrés Felipe García Zuccardi                                                             | H.S. Andrés Felipe García Zuccardi                                                             | H.S. Andrés Felipe García Zuccardi                                                             |
| Ponentes Segundo Debate Senado: | H.S. Andrés Felipe García Zuccardi, Jorge Eliécer Tamayo Marulanda                                     | H.S. Andrés Felipe García Zuccardi, Jorge Eliécer Tamayo Marulanda                                     | H.S. Andrés Felipe García Zuccardi, Jorge Eliécer Tamayo Marulanda                             | H.S. Andrés Felipe García Zuccardi, Jorge Eliécer Tamayo Marulanda                             | H.S. Andrés Felipe García Zuccardi, Jorge Eliécer Tamayo Marulanda                             | H.S. Andrés Felipe García Zuccardi, Jorge Eliécer Tamayo Marulanda                             | H.S. Andrés Felipe García Zuccardi, Jorge Eliécer Tamayo Marulanda                             | H.S. Andrés Felipe García Zuccardi, Jorge Eliécer Tamayo Marulanda                             | H.S. Andrés Felipe García Zuccardi, Jorge Eliécer Tamayo Marulanda                             |
| Ponentes Primer Debate Cámara: | H.R. Jorge Eliécer Tamayo, Inés Cecilia López, Ciro Antonio Rodríguez Pinzón.                          | H.R. Jorge Eliécer Tamayo, Inés Cecilia López, Ciro Antonio Rodríguez Pinzón.                          | H.R. Jorge Eliécer Tamayo, Inés Cecilia López, Ciro Antonio Rodríguez Pinzón.                  | H.R. Jorge Eliécer Tamayo, Inés Cecilia López, Ciro Antonio Rodríguez Pinzón.                  | H.R. Jorge Eliécer Tamayo, Inés Cecilia López, Ciro Antonio Rodríguez Pinzón.                  | H.R. Jorge Eliécer Tamayo, Inés Cecilia López, Ciro Antonio Rodríguez Pinzón.                  | H.R. Jorge Eliécer Tamayo, Inés Cecilia López, Ciro Antonio Rodríguez Pinzón.                  | H.R. Jorge Eliécer Tamayo, Inés Cecilia López, Ciro Antonio Rodríguez Pinzón.                  | H.R. Jorge Eliécer Tamayo, Inés Cecilia López, Ciro Antonio Rodríguez Pinzón.                  |
| Ponentes Segundo Debate Cámara: | H.R. Ciro Antonio Rodríguez Pinzón, Inés Cecilia López Flórez, Jorge Eliecer Tamayo Marulanda.         | H.R. Ciro Antonio Rodríguez Pinzón, Inés Cecilia López Flórez, Jorge Eliecer Tamayo Marulanda.         | H.R. Ciro Antonio Rodríguez Pinzón, Inés Cecilia López Flórez, Jorge Eliecer Tamayo Marulanda. | H.R. Ciro Antonio Rodríguez Pinzón, Inés Cecilia López Flórez, Jorge Eliecer Tamayo Marulanda. | H.R. Ciro Antonio Rodríguez Pinzón, Inés Cecilia López Flórez, Jorge Eliecer Tamayo Marulanda. | H.R. Ciro Antonio Rodríguez Pinzón, Inés Cecilia López Flórez, Jorge Eliecer Tamayo Marulanda. | H.R. Ciro Antonio Rodríguez Pinzón, Inés Cecilia López Flórez, Jorge Eliecer Tamayo Marulanda. | H.R. Ciro Antonio Rodríguez Pinzón, Inés Cecilia López Flórez, Jorge Eliecer Tamayo Marulanda. | H.R. Ciro Antonio Rodríguez Pinzón, Inés Cecilia López Flórez, Jorge Eliecer Tamayo Marulanda. |
| Publicaciones Gaceta del Congreso | Publicaciones Gaceta del Congreso                                                                      | Publicaciones Gaceta del Congreso                                                                      | Senado de la República                                                                         | Senado de la República                                                                         | Senado de la República                                                                         | Cámara de Representantes                                                                       | Cámara de Representantes                                                                       | Cámara de Representantes                                                                       | Cámara de Representantes                                                                       |
| Proyecto de ley. | Proyecto de ley.                                                                                       | Proyecto de ley.                                                                                       | GAC.                                                                                           |                                                                                                |                                                                                                | GAC.                                                                                           | GAC.                                                                                           | 131/2016                                                                                       | 131/2016                                                                                       |
| Ponencia primer debate / pliego de modificaciones / texto propuesto a la Comisión. | Ponencia primer debate / pliego de modificaciones / texto propuesto a la Comisión.                     | Ponencia primer debate / pliego de modificaciones / texto propuesto a la Comisión.                     | GAC.                                                                                           | 967/2016 Pág. 7                                                                                | 967/2016 Pág. 7                                                                                | GAC.                                                                                           | GAC.                                                                                           | 355/2016                                                                                       | 355/2016                                                                                       |
| Acta y fecha de anuncio Comisión Constitucional. | Acta y fecha de anuncio Comisión Constitucional.                                                       | Acta y fecha de anuncio Comisión Constitucional.                                                       | Acta N.º                                                                                       | 20                                                                                             | 20                                                                                             | Acta N.º                                                                                       | Acta N.º                                                                                       | 34                                                                                             | 34                                                                                             |
| Acta y fecha de anuncio Comisión Constitucional. | Acta y fecha de anuncio Comisión Constitucional.                                                       | Acta y fecha de anuncio Comisión Constitucional.                                                       | Fecha                                                                                          | 13/12/2016                                                                                     | 13/12/2016                                                                                     | Fecha                                                                                          | Fecha                                                                                          | 31/05/2016                                                                                     | 31/05/2016                                                                                     |
| Acta y fecha de anuncio Comisión Constitucional. | Acta y fecha de anuncio Comisión Constitucional.                                                       | Acta y fecha de anuncio Comisión Constitucional.                                                       | GAC.                                                                                           | 207/2017                                                                                       | 207/2017                                                                                       | GAC.                                                                                           | GAC.                                                                                           | 740/2016                                                                                       | 740/2016                                                                                       |
| Acta y fecha de Comisión. | Acta y fecha de Comisión.                                                                              | Acta y fecha de Comisión.                                                                              | Acta N.º                                                                                       | 21                                                                                             | 21                                                                                             | Acta N.º                                                                                       | Acta N.º                                                                                       | 36                                                                                             | 36                                                                                             |
| Acta y fecha de Comisión. | Acta y fecha de Comisión.                                                                              | Acta y fecha de Comisión.                                                                              | Fecha                                                                                          | 14/12/2016                                                                                     | 14/12/2016                                                                                     | Fecha                                                                                          | Fecha                                                                                          | 07/06/2016                                                                                     | 07/06/2016                                                                                     |
| Acta y fecha de Comisión. | Acta y fecha de Comisión.                                                                              | Acta y fecha de Comisión.                                                                              | GAC.                                                                                           | 207/2017                                                                                       | 207/2017                                                                                       | GAC.                                                                                           | GAC.                                                                                           | 902/2016                                                                                       | 902/2016                                                                                       |
| Texto Definitivo Comisión. | Texto Definitivo Comisión.                                                                             | Texto Definitivo Comisión.                                                                             | GAC.                                                                                           | 260/2017                                                                                       | 260/2017                                                                                       | GAC.                                                                                           | GAC.                                                                                           | 565-2016                                                                                       | 565-2016                                                                                       |
| Ponencia segundo debate / pliego de modificaciones / texto propuesto a la Plenaria. | Ponencia segundo debate / pliego de modificaciones / texto propuesto a la Plenaria.                    | Ponencia segundo debate / pliego de modificaciones / texto propuesto a la Plenaria.                    | GAC.                                                                                           | 260/2017                                                                                       | 260/2017                                                                                       | GAC.                                                                                           | GAC.                                                                                           | 565-2016 pág. 8                                                                                | 565-2016 pág. 8                                                                                |
| Acta y fecha anuncio Plenaria. | Acta y fecha anuncio Plenaria.                                                                         | Acta y fecha anuncio Plenaria.                                                                         | Acta N.º                                                                                       | 74                                                                                             | 74                                                                                             | Acta N.º                                                                                       | Acta N.º                                                                                       | 156                                                                                            | 156                                                                                            |
| Acta y fecha anuncio Plenaria. | Acta y fecha anuncio Plenaria.                                                                         | Acta y fecha anuncio Plenaria.                                                                         | Fecha                                                                                          | 16/05/2017                                                                                     | 16/05/2017                                                                                     | Fecha                                                                                          | Fecha                                                                                          | 03/08/2016                                                                                     | 03/08/2016                                                                                     |
| Acta y fecha anuncio Plenaria. | Acta y fecha anuncio Plenaria.                                                                         | Acta y fecha anuncio Plenaria.                                                                         | GAC.                                                                                           | 607/2017                                                                                       | 607/2017                                                                                       | GAC.                                                                                           | GAC.                                                                                           | 723/2016                                                                                       | 723/2016                                                                                       |
| Acta y fecha discusión y aprobación en Plenaria. | Acta y fecha discusión y aprobación en Plenaria.                                                       | Acta y fecha discusión y aprobación en Plenaria.                                                       | Acta N.º                                                                                       |                                                                                                |                                                                                                | Acta N.º                                                                                       | Acta N.º                                                                                       | 157                                                                                            | 157                                                                                            |
| Acta y fecha discusión y aprobación en Plenaria. | Acta y fecha discusión y aprobación en Plenaria.                                                       | Acta y fecha discusión y aprobación en Plenaria.                                                       | Fecha                                                                                          | 17/05/2017                                                                                     | 17/05/2017                                                                                     | Fecha                                                                                          | Fecha                                                                                          | 09/08/2016                                                                                     | 09/08/2016                                                                                     |
| Acta y fecha discusión y aprobación en Plenaria. | Acta y fecha discusión y aprobación en Plenaria.                                                       | Acta y fecha discusión y aprobación en Plenaria.                                                       | GAC.                                                                                           |                                                                                                |                                                                                                | GAC.                                                                                           | GAC.                                                                                           | 814/2016                                                                                       | 814/2016                                                                                       |
| Texto Definitivo Plenaria. | Texto Definitivo Plenaria.                                                                             | Texto Definitivo Plenaria.                                                                             | GAC.                                                                                           | 401/2016 pág. 11                                                                               | 401/2016 pág. 11                                                                               | GAC.                                                                                           | GAC.                                                                                           | 658/2016                                                                                       | 658/2016                                                                                       |
| Acta Comisión de Mediación. Texto unificado Comisión de Conciliación. | Acta Comisión de Mediación. Texto unificado Comisión de Conciliación.                                  | Acta Comisión de Mediación. Texto unificado Comisión de Conciliación.                                  | GAC.                                                                                           | 376/2017                                                                                       | 376/2017                                                                                       | GAC.                                                                                           | GAC.                                                                                           | 377/2016                                                                                       | 377/2016                                                                                       |
| Acta y fecha anuncio de conciliación. | Acta y fecha anuncio de conciliación.                                                                  | Acta y fecha anuncio de conciliación.                                                                  | Acta N.º                                                                                       | 76                                                                                             | 76                                                                                             | Acta No.                                                                                       | Acta No.                                                                                       |                                                                                                |                                                                                                |
| Acta y fecha anuncio de conciliación. | Acta y fecha anuncio de conciliación.                                                                  | Acta y fecha anuncio de conciliación.                                                                  | Fecha                                                                                          | 23/05/2017                                                                                     | 23/05/2017                                                                                     | Fecha                                                                                          | Fecha                                                                                          |                                                                                                |                                                                                                |
| Acta y fecha anuncio de conciliación. | Acta y fecha anuncio de conciliación.                                                                  | Acta y fecha anuncio de conciliación.                                                                  | GAC.                                                                                           | 931/2017                                                                                       | 931/2017                                                                                       | GAC.                                                                                           | GAC.                                                                                           | 23/05/2017                                                                                     | 23/05/2017                                                                                     |
| Acta y fecha aprobación conciliación. | Acta y fecha aprobación conciliación.                                                                  | Acta y fecha aprobación conciliación.                                                                  | Acta N.º                                                                                       | 77                                                                                             | 77                                                                                             | Acta No.                                                                                       | Acta No.                                                                                       |                                                                                                |                                                                                                |
| Acta y fecha aprobación conciliación. | Acta y fecha aprobación conciliación.                                                                  | Acta y fecha aprobación conciliación.                                                                  | Fecha                                                                                          | 24/05/2017                                                                                     | 24/05/2017                                                                                     | Fecha                                                                                          | Fecha                                                                                          | 24/05/2017                                                                                     | 24/05/2017                                                                                     |
| Acta y fecha aprobación conciliación. | Acta y fecha aprobación conciliación.                                                                  | Acta y fecha aprobación conciliación.                                                                  | GAC.                                                                                           | 932/2017                                                                                       | 932/2017                                                                                       | GAC.                                                                                           | GAC.                                                                                           |                                                                                                |                                                                                                |
| | | |                                                                                                |                                                                                                |                                                                                                |                                                                                                |                                                                                                |                                                                                                |                                                                                                |
| Publicación objeciones presidenciales. | Publicación objeciones presidenciales.                                                                 | Publicación objeciones presidenciales.                                                                 | GAC.                                                                                           |                                                                                                |                                                                                                | GAC.                                                                                           | GAC.                                                                                           | 504/2017- Pág. 1                                                                               | 504/2017- Pág. 1                                                                               |
| Acta Comisión de Mediación. Informe Comisión Accidental sobre objeciones presidenciales. | Acta Comisión de Mediación. Informe Comisión Accidental sobre objeciones presidenciales.               | Acta Comisión de Mediación. Informe Comisión Accidental sobre objeciones presidenciales.               | GAC.                                                                                           |                                                                                                |                                                                                                | GAC.                                                                                           | GAC.                                                                                           |                                                                                                |                                                                                                |
| Acta y fecha Plenaria anuncio objeciones presidenciales. | Acta y fecha Plenaria anuncio objeciones presidenciales.                                               | Acta y fecha Plenaria anuncio objeciones presidenciales.                                               | Acta N.º                                                                                       |                                                                                                |                                                                                                | Acta No.                                                                                       | Acta No.                                                                                       |                                                                                                |                                                                                                |
| Acta y fecha Plenaria anuncio objeciones presidenciales. | Acta y fecha Plenaria anuncio objeciones presidenciales.                                               | Acta y fecha Plenaria anuncio objeciones presidenciales.                                               | Fecha                                                                                          |                                                                                                |                                                                                                | Fecha                                                                                          | Fecha                                                                                          |                                                                                                |                                                                                                |
| Acta y fecha Plenaria anuncio objeciones presidenciales. | Acta y fecha Plenaria anuncio objeciones presidenciales.                                               | Acta y fecha Plenaria anuncio objeciones presidenciales.                                               | GAC.                                                                                           |                                                                                                |                                                                                                | GAC.                                                                                           | GAC.                                                                                           |                                                                                                |                                                                                                |
| Acta y fecha Plenaria aprobación o no objeciones Presidenciales. Informe de Objeciones | Acta y fecha Plenaria aprobación o no objeciones Presidenciales. Informe de Objeciones                 | Acta y fecha Plenaria aprobación o no objeciones Presidenciales. Informe de Objeciones                 | Acta N.º                                                                                       |                                                                                                |                                                                                                | Acta N.º                                                                                       | Acta N.º                                                                                       | 245/2017                                                                                       | 245/2017                                                                                       |
| Acta y fecha Plenaria aprobación o no objeciones Presidenciales. Informe de Objeciones | Acta y fecha Plenaria aprobación o no objeciones Presidenciales. Informe de Objeciones                 | Acta y fecha Plenaria aprobación o no objeciones Presidenciales. Informe de Objeciones                 | Fecha                                                                                          |                                                                                                |                                                                                                | Fecha                                                                                          | Fecha                                                                                          | 19/09/2017                                                                                     | 19/09/2017                                                                                     |
| Acta y fecha Plenaria aprobación o no objeciones Presidenciales. Informe de Objeciones | Acta y fecha Plenaria aprobación o no objeciones Presidenciales. Informe de Objeciones                 | Acta y fecha Plenaria aprobación o no objeciones Presidenciales. Informe de Objeciones                 | GAC.                                                                                           | 772/2017                                                                                       | 772/2017                                                                                       | GAC.                                                                                           | GAC.                                                                                           | 1014/2017                                                                                      | 1014/2017                                                                                      |
| | | |                                                                                                |                                                                                                |                                                                                                |                                                                                                |                                                                                                |                                                                                                |                                                                                                |
| Sentencia Corte Constitucional control previo proyectos de ley estatutaria (tratados o convenios internacionales) o por objeciones presidenciales.                                                             | | |                                                                                                |                                                                                                |                                                                                                |                                                                                                |                                                                                                |                                                                                                |                                                                                                |
| Acta Comisión de Mediación. Acta comisión para rehacer texto según Sentencia de la Corte Constitucional. | | |                                                                                                |                                                                                                |                                                                                                |                                                                                                |                                                                                                |                                                                                                |                                                                                                |
| Acta y fecha Plenaria votación texto rehecho. | Acta y fecha Plenaria votación texto rehecho.                                                          | Acta y fecha Plenaria votación texto rehecho.                                                          | Acta N.º                                                                                       |                                                                                                |                                                                                                | Acta No.                                                                                       | Acta No.                                                                                       |                                                                                                |                                                                                                |
| Acta y fecha Plenaria votación texto rehecho. | Acta y fecha Plenaria votación texto rehecho.                                                          | Acta y fecha Plenaria votación texto rehecho.                                                          | Fecha                                                                                          |                                                                                                |                                                                                                | Fecha                                                                                          | Fecha                                                                                          |                                                                                                |                                                                                                |
| Acta y fecha Plenaria votación texto rehecho. | Acta y fecha Plenaria votación texto rehecho.                                                          | Acta y fecha Plenaria votación texto rehecho.                                                          | GAC.                                                                                           |                                                                                                |                                                                                                | GAC.                                                                                           | GAC.                                                                                           |                                                                                                |                                                                                                |
| | | |                                                                                                |                                                                                                |                                                                                                |                                                                                                |                                                                                                |                                                                                                |                                                                                                |
| Publicación vicios / Fe de erratas en Comisión o en Plenaria, en I o II vuelta. | Publicación vicios / Fe de erratas en Comisión o en Plenaria, en I o II vuelta.                        | Publicación vicios / Fe de erratas en Comisión o en Plenaria, en I o II vuelta.                        | GAC.                                                                                           |                                                                                                |                                                                                                | GAC.                                                                                           | GAC.                                                                                           |                                                                                                |                                                                                                |
| Acta y fecha aprobación vicios / Fe de erratas en Comisión o en Plenaria, en I vuelta. | Acta y fecha aprobación vicios / Fe de erratas en Comisión o en Plenaria, en I vuelta.                 | Acta y fecha aprobación vicios / Fe de erratas en Comisión o en Plenaria, en I vuelta.                 | Acta N.º                                                                                       |                                                                                                |                                                                                                | Acta N.º                                                                                       | Acta N.º                                                                                       |                                                                                                |                                                                                                |
| Acta y fecha aprobación vicios / Fe de erratas en Comisión o en Plenaria, en I vuelta. | Acta y fecha aprobación vicios / Fe de erratas en Comisión o en Plenaria, en I vuelta.                 | Acta y fecha aprobación vicios / Fe de erratas en Comisión o en Plenaria, en I vuelta.                 | Fecha                                                                                          |                                                                                                |                                                                                                | Fecha                                                                                          | Fecha                                                                                          |                                                                                                |                                                                                                |
| Acta y fecha aprobación vicios / Fe de erratas en Comisión o en Plenaria, en I vuelta. | Acta y fecha aprobación vicios / Fe de erratas en Comisión o en Plenaria, en I vuelta.                 | Acta y fecha aprobación vicios / Fe de erratas en Comisión o en Plenaria, en I vuelta.                 | GAC.                                                                                           |                                                                                                |                                                                                                | GAC.                                                                                           | GAC.                                                                                           |                                                                                                |                                                                                                |
| | | |                                                                                                |                                                                                                |                                                                                                |                                                                                                |                                                                                                |                                                                                                |                                                                                                |
| Concepto Ministerio de Hacienda u otra Entidad en Comisión o en Plenaria, en primera o segunda vuelta. | Concepto Ministerio de Hacienda u otra Entidad en Comisión o en Plenaria, en primera o segunda vuelta. | Concepto Ministerio de Hacienda u otra Entidad en Comisión o en Plenaria, en primera o segunda vuelta. | GAC.                                                                                           | 378/2017 pág. 28                                                                               | 378/2017 pág. 28                                                                               | GAC.                                                                                           | GAC.                                                                                           |                                                                                                |                                                                                                |
| Miembros Comisión de Conciliación Senado: H.S. Andrés Felipe García Zuccardi, H.R. Jorge Eliécer Tamayo Marulanda                                                                                              | | |                                                                                                |                                                                                                |                                                                                                |                                                                                                |                                                                                                |                                                                                                |                                                                                                |
| Miembros Comisión de Conciliación Cámara: H.S. Andrés Felipe García Zuccardi, H.R. Jorge Eliécer Tamayo Marulanda                                                                                              | | |                                                                                                |                                                                                                |                                                                                                |                                                                                                |                                                                                                |                                                                                                |                                                                                                |
| Miembros Comisión Accidental Objeciones Presidenciales Senado: H.S. Andrés Felipe García Zuccardi, H.R. Jorge Eliécer Tamayo Marulanda, H.R. Ciro Antonio Rodríguez Pinzón, H.R. John Eduardo Molina Figueredo | | |                                                                                                |                                                                                                |                                                                                                |                                                                                                |                                                                                                |                                                                                                |                                                                                                |
| Miembros Comisión Accidental Objeciones Presidenciales Cámara: H.S. Andrés Felipe García Zuccardi, H.R. Jorge Eliécer Tamayo Marulanda, H.R. Ciro Antonio Rodríguez Pinzón, H.R. John Eduardo Molina Figueredo | | |                                                                                                |                                                                                                |                                                                                                |                                                                                                |                                                                                                |                                                                                                |                                                                                                |
| Ley: Gaceta del Congreso N.º | | |                                                                                                |                                                                                                |                                                                                                |                                                                                                |                                                                                                |                                                                                                |                                                                                                |
| Ley: Diario Oficial N.º | | |                                                                                                |                                                                                                |                                                                                                |                                                                                                |                                                                                                |                                                                                                |                                                                                                |
| Observaciones: | | |                                                                                                |                                                                                                |                                                                                                |                                                                                                |                                                                                                |                                                                                                |                                                                                                |
| Estado Actual: LEY 1937 DE SEPTIEMBRE 6 DE 2018 | | |                                                                                                |                                                                                                |                                                                                                |                                                                                                |                                                                                                |                                                                                                |                                                                                                |
| Sentencias Corte Constitucional: Sentencia C-051 de 2018 | | |                                                                                                |                                                                                                |                                                                                                |                                                                                                |                                                                                                |                                                                                                |                                                                                                |
| Decretos Reglamentarios: | | |                                                                                                |                                                                                                |                                                                                                |                                                                                                |                                                                                                |                                                                                                |                                                                                                |

## Papel de la Veeduría Ciudadana Pro Unitrópico Universidad Pública
Después de sancionada la Ley 1937 de 2018, por parte del Presidente  Iván Duque Márquez, dicha norma quedó en letra muerta y nadie se preocupaba por su materialización o cumplimiento, lo que conllevó, que el día 19 de septiembre de 2018, mediante Acta Número 001 de 2018, se constituyera ante la Personería de Yopal Casanare, la Veeduría Ciudadana Pro Unitrópico Universidad Pública, teniendo como promotores diferentes actores de la sociedad como; Egresados y Estudiantes de Unitrópico, periodistas y ciudadanos del común, con el único propósito de lograr la materialización, implementación y cumplimiento de la Ley 1937 de 2018 “Por medio del cual se establece la naturaleza y régimen jurídico de la Fundación Universitaria Internacional del Trópico Americano”, obteniendo su personería jurídica el día 25 de septiembre de 2018, a partir de dicha fecha la veeduría se dedicó a; “Ejercer la vigilancia efectiva de la materialización, implementación y cumplimiento en el orden territorial y nacional de la ley 1937 de 2018 “Por medio del cual se establece la naturaleza y régimen jurídico de la Fundación Universitaria Internacional del Trópico Americano y esta a su vez ejercerá vigilancia a las diferentes actividades adelantadas por la institución de participación mixta denominada Fundación Universitaria Internacional del Trópico Americano y sus diferentes órganos de gobierno y administración”.
La Veeduría Ciudadana Pro Unitrópico Universidad Pública, ha sido el motor esencial del proceso de transformación de Unitrópico, dado que con su gestión y diligencia dentro del marco de la Ley 850 de 2003,  logró articular y juntar los actores administrativos como; Presidencia de la República, Ministerio de Educación Nacional, Ministerio de Hacienda y Crédito Público, Gobernación de Casanare y Unitrópico, generando consensos políticos e institucionales, logrando así de forma fructífera grandes avances dentro del proceso de transformación de la Institución, entre los que se destaca su vocería en la motivación y elaboración del proyecto de norma sancionado como Ordenanza 024 de 2019, igualmente se le reconoce como la promotora de la implementación de la Mesa de Diálogo, Concertación y Acuerdos para la Transformación de Unitrópico en la Universidad Pública de los Casanareños, convirtiéndose así en el eje fundamental del desarrollo de la implementación real de la Ley 1937 de 2018.
En la siguiente tabla se relaciona los constituyentes de la Veeduría Ciudadana
| NOMBRE                          | OCUPACIÓN |
| Brandon Rodríguez               | Presidente Veeduría - Líder Juvenil y Estudiante Unitrópico                                                         |
| María Alejandra Guevara Peña    | Secretaria 2018-2019 y Vicepresidenta Veeduría - Líder juvenil, Ingeniera Civil Egresada de Unitrópico              |
| Jessica Alejandra Avella Blanco | Vicepresidenta Veeduría año 2018-2019 - Líder juvenil, Abogada Egresada de la Universidad Santo Tomas               |
| Neydi Liliana Bernal Huertas    | Jurídica ad honorem Veeduría - Abogada Egresada de Unitrópico y Gerente Bufete Jurídico Advocatus y Asociados S.A.S |
| Deissy Tatiana Vega Niño        | Líder Juvenil y Estudiante Unitrópico                                                                               |
| Jairo Castillo Camargo          | Abogado y Gerente Emisora Violeta Stéreo                                                                            |
| Yesenia Bayona                  | Periodista |
| Martha Cabezas                  | Periodista |
| Luis Martin Mesa Paredes        | Periodista |
| José William Álvarez Angarita   | Egresado no Graduado Unitrópico                                                                                     |
| Karol Tatiana Barón Gómez       | Estudiante Derecho UNAB                                                                                             |
| Nay Epimenio González Cely      | Líder Social |

## Mesa de Diálogo, Concertación y Acuerdos para la Transformación de Unitrópico en la Universidad Pública de los Casanareños.
Lo que se denominó Mesa de Diálogo, Concertación y Acuerdos para la Transformación de Unitrópico en la Universidad Pública de los Casanareños, fue un espacio de concertación fruto del trabajo mancomunado entre la Veeduría Pro Unitrópico Universidad Pública (Conformada por egresados de Unitrópico, periodistas y ciudadanos), Egresados, Estudiantes de Unitrópico, Estudiantes de Bachillerato del departamento de Casanare y directivas de Unitrópico en cabeza del Rector Oriol Jiménez Silva, José Ramón Cedeño Presidente del Consejo Superior y Alexis Ferley Bohórquez Jurídico de la Institución.
La discusión principal de la Mesa de Diálogo, Concertación y Acuerdos para la Transformación de Unitrópico, se realizó entre la Gobernación de Casanare y la Mesa de Concertación el día 19 de noviembre de 2019, fecha en la que se logró suscribir una serie de acuerdos; la principal vocera fue la Ingeniera unitrópista María Alejandra del Mar Guevara Peña (vicepresidenta de la Veeduría Pro Unitrópico Universidad Pública), los acuerdos logrados por la mesa de concertación con la Gobernación de Casanare, en cabeza del exgobernador Josué Alirio Barrera Rodríguez, fueron fundamentales para lograr la expedición de la Ordenanza 024 de 2019 y la suscripción del Convenio de Financiación de Unitrópico como Universidad Pública.
A continuación se transcribe el contenido de los acuerdos pactados y logrados por la mesa de concertación:
“ACTA DE ACUERDO N° 01
19-11-2019↵
MESA DE DIÁLOGO, CONCERTACIÓN Y ACUERDOS PARA LA TRASFORMACIÓN DE UNITRÓPICO EN LA UNIVERSIDAD PÚBLICA DE LOS CASANAREÑOS↵
ASISTENTES Y/O REPRESENTANTES POR EL GOBIERNO DEPARTAMENTAL:
Gobernador de Casanare.
Director Departamento Administrativo Planeación
Secretaria de Educación
Secretaría de Hacienda
POR LA ASAMBLEA DEPARTAMENTAL:
Presidente Comisión de Educación de la Asamblea Departamental de Casanare.
POR EL MOVIMIENTO ESTUDIANTIL Y CIVIL:
Representante Estudiantil ante el Consejo Superior de Unitrópico.
Representante Legal Asociación de Estudiantes y Egresados de Unitrópico ASOEEDU.
Representante Legal Veeduría Ciudadana Pro Unitrópico Pública.
Representante Asociación Casanareña de Estudiantes Solidarios ACES
Representante Asociación Nacional de Estudiantes de Secundaria ANDES. Líderes estudiantiles.
POR LOS EGRESADOS DE UNITRÓPICO
Representante de los Egresados de Unitrópico.
POR UNITRÓPICO
Presidente Consejo Superior Unitrópico.
Rector Unitrópico.
Jefe Oficina Asesora Jurídica Unitrópico.
Coordinadora oficina de egresados.
GARANTES
Personero Yopal
Delegado de la Iglesia

PRIMERO: Los acuerdos alcanzados en la Presente Mesa de Diálogo y Concertación para la trasformación de Unitrópico en la universidad pública de los casanareños, en adelante mesa de diálogos de concertación y acuerdos, es producto de los esfuerzos conjuntos entre el Gobierno Departamental de Casanare, líderes y agrupaciones estudiantiles que propenden por la materialización de la Ley 1937 de 2018 y la Fundación Universitaria Internacional del Trópico Americano
–UNITRÓPICO, como institución beneficiaria de la transformación.
SEGUNDO: Lo establecido en el presente acuerdo deberá ser socializado por el Departamento de Casanare por medio de sus diferentes canales de comunicación ante la sociedad civil y académica de Unitrópico. No se podrá, bajo ningún motivo, modificar los acuerdos registrados en la presente acta.
TERCERO: Todas las partes intervinientes en la presente acta están obligadas a cumplir los acuerdos y solicitar su debido cumplimiento.
CUARTO: Desde la suscripción de la presente acta queda conformada la mesa de diálogos de concertación y acuerdos en pro de la oficialización de Unitrópico en la universidad pública de los casanareños.
En la mesa de diálogos de concertación y acuerdos en pro de la oficialización de Unitrópico pueden hacer parte los delegados y/o funcionarios del Gobierno Nacional, Ministerio de Educación y Hacienda que designe en su representación.
QUINTO: La Gobernación de Casanare en la mesa de diálogos de concertación y en pro de la oficialización de Unitrópico se compromete a:
1.	El Gobierno Departamental se compromete a presentar o incorporar ante la Asamblea Departamental de Casanare una solicitud de modificación a los proyectos de ordenanza N° 019 y 022 de 2019 presentados actualmente por el Gobierno Departamental en materia de presupuesto, en la cual se incluya para las vigencias 2019 y 2020 las respectivas autorizaciones para que en virtud de los artículos 59 y 86 de la Ley 30 de 1992 y en cumplimiento de la Ley 1937 de 2018 se modifique el presupuesto general del departamento en pro de garantizar los recursos necesarios para el cumplimiento de la Ley 1937 de 2018 de conformidad con el marco fiscal de mediano plazo del departamento de Casanare.
2.	En el transcurso de los ochos (8) días siguientes a la suscripción de la presente Acta el Gobernador se compromete a informar a la mesa de diálogos y concertación que capacidad y disponibilidad financiera tiene el departamento para comprometer como recursos permanentes para el funcionamiento de Unitrópico como universidad pública, en cumplimiento de la Ley 1937 de 2018.
3.	En el transcurso de los tres (3) días siguientes a la suscripción de la presente Acta el Gobernador se compromete a Radicar de manera oficial una solicitud ante el Presidente de la República, el Ministerio de Educación Nacional y Ministerio de Hacienda y Crédito Público, solicitando oficialmente al Gobierno Nacional para que informe de manera puntual al Gobierno Departamental y a la comunidad Casanareña la cifra de los recursos permanentes que puede comprometer para el funcionamiento de Unitrópico como universidad pública, en cumplimiento de la Ley 1937 de 2018. La respuesta de dicho oficio debe ser socializada en la mesa de diálogos de concertación.
4.	En virtud del parágrafo 2 del artículo 2 de la ley 1937 de 2018, el Departamento de Casanare dentro de los ochos (8) días siguientes a la entrega del proyecto de ordenanza, allegado por la veeduría Unitrópico pública, se compromete a presentar el mismo en sesiones ordinarias o extraordinarias ante la Asamblea Departamental donde se solicita autorización para entregar a Unitrópico una vez esta se oficialice en universidad pública, los bienes inmuebles denominados Ciudadela Universitaria y Granja el Remanso.
5.	En cualquier momento o una vez se suscriba el Convenio de aportes entre la Nación y el Departamento de Casanare, el Gobernador se compromete a solicitar al Rector o al Presidente del Consejo Superior, de conformidad con los estatutos de Unitrópico la convocatoria de reunión a la Sala General de Miembros Activos de Unitrópico con el fin de solicitar la anuencia de transformación.
SEXTO: La Fundación Universitaria Internacional del Trópico Americano en la mesa de diálogos de concertación y en pro de la oficialización de Unitrópico se compromete a:
1.	En el transcurso de los ochos (8) días siguientes a la suscripción de la presente Acta Unitrópico se compromete a informar en cifras que proyección presupuestal que recursos propios puede comprometer como recursos permanentes para el funcionamiento de Unitrópico en su eventual trasformación como ente universitario público para un promedio de cobertura de 3088 y 4500 estudiantes, de conformidad con la Ley 1937 de 2018.
2.	Rectoría y Secretaria General de Unitrópico previa iniciativa escrita por parte del Gobernador de Casanare de acuerdo a lo reglado en los estatutos de la institución convocará y socializará el estado actual del proceso de trasformación en reunión de la Sala General de Miembros Activos de la Fundación Universitaria Internacional del Trópico Americano con el fin de solicitar la anuencia de transformación.
3.	Se compromete a cumplir con lo establecido en el acuerdo de voluntades suscrito el 25 de junio de 2019 entre la Gobernación de Casanare y Unitrópico, el cual contiene la responsabilidad del departamento y de Unitrópico de realizar los trámites ante el MEN en lo referente al proceso de transformación de la institución, de conformidad con la Ley 1937 de 2018.
SEPTIMO: El Presidente de la Comisión de Educación de la Asamblea Departamental en la mesa de diálogos de concertación y en pro de la oficialización de Unitrópico se compromete a:
1. Socializar los acuerdos plasmados en la presente acta ante los demás diputados buscando dar prioridad a los proyectos de Ordenanza que presente la Gobernación de Casanare en pro de la oficialización de Unitrópico de acuerdo a lo establecido en la Ley 1937 de 2018.
OCTAVO: La veeduría Unitrópico Pública en la mesa de diálogos y de concertación en pro de la oficialización de Unitrópico se compromete a:
1.	Redactar el proyecto de ordenanza y exposición de motivos de conformidad con el numeral cuarto (4) del artículo quinto (5) de la presente acta, y allegarlo al despacho del Gobernador dentro de los ocho días (8) siguientes a la firma de la presente acta.
2.	Solicitar al Ministerio de Educación Nacional informe detallado del proceso de transformación de Unitrópico en universidad pública, de conformidad con la Ley 1937 de 2018.
NOVENO: Las colectividades, estudiantes y egresados en la mesa de diálogos y de concertación y en pro de la oficialización de Unitrópico se comprometen a:
1.	Brindar apoyo y respaldo público, cívico y social a la Gobernación de Casanare ante la sala general de miembros activos de Unitrópico, cuando éste solicite la anuencia, de conformidad con la Ley 1937 de 2018.
2.	Brindar apoyo y respaldo público, cívico y social a la Gobernación de Casanare ante Gobierno Nacional, para la consecución de recursos, y así dar cumplimiento a la Ley 1937 de 2018.
DECIMO: El NO cumplimiento por alguna de las partes, obliga a citar y asistir a quienes suscriben la presente acta, a reunión extraordinaria para tomar las decisiones pertinentes.
DECIMO PRIMERO: La mesa de diálogos de concertación se reunirá el día 3 de diciembre del año 2019, con el fin de evaluar el cumplimiento de lo establecido en la presente acta.
Esta acta de acuerdos se suscribe por todas las partes integrantes de la Mesa de Dialogo, a los diecinueve (19) días del mes de noviembre de 2019.
JOSUÉ ALIRIO BARRERA RODRÍGUEZ
Gobernador de Casanare
HUMBERTO ALIRIO MARTINEZ
Director Departamento Administrativo Planeación
JULIO MOLANO NOVOA
Secretario de Hacienda Departamental
CESAR HERRERA
Secretario de Educación Departamental
PEDRO FELIPE BECERRA VARGAS
Presidente Comisión de Educación Asamblea de Casanare
CESAR FIGUEREDO MORALES
Personería Municipal de Yopal
JORGE OSBALDO MEDINA
Delegado de la Iglesia
JESSICA ALEJANDRA AVELLA BLANCO
Concejal electa del Municipio de Yopal
JOSÉ RAMÓN CEDEÑO GUTIÉRREZ
Presidente consejo superior
ORIOL JIMÉNEZ SILVA
Rector Unitrópico
ALEXIS FERLEY BOHÓRQUEZ
Jefe oficina jurídica Unitrópico
ANDREA BERNAL PARRA
Coordinadora oficina de egresados de Unitrópico
JOSÉ LUIS PÉREZ BERNAL
Representante Estudiantes ante el Consejo Superior de Unitrópico
ANDRÉS FERNANDO PÉREZ GONZÁLEZ
Representante de los Egresados ante Consejo Académico Unitrópico
BRANDON RODRÍGUEZ BOCANEGRA
Presidente de la Veeduría Pro Unitrópico Universidad Pública
MARÍA ALEJANDRA DEL MAR GÚEVARA PEÑA
Ingeniera Egresada de Unitrópico y Vicepresidenta de la Veeduría Pro Unitrópico Universidad Pública
LILIANA SALAMANCA VEGA
Presidenta de la Asociación de Estudiantes y Egresados de Unitrópico
LUIS ALEJANDRO DUARTE MARTINEZ
Presidente Asociación Casanareña de Estudiantes Solidarios ACES
LUZ NATALIA PEDRAZA RODRIGUEZ
Delegado Asociación Nacional de Estudiantes de Secundaria ANDES.
NEFFER DAVID SANABRIA
Líder de egresados
MATEO TARQUINO
Líder estudiantil
JORGE STIVEN PEREZ
Líder estudiantil

## Suscripción Convenio Aportes Financiación Unitrópico como Universidad Pública
En cumplimiento de los acuerdos pactados en la Mesa de Diálogo, Concertación y Acuerdos para la Transformación de Unitrópico en la Universidad Pública de los Casanareños, el exgobernador Josué Alirio Barrera Rodríguez, con el apoyo acérrimo y en una gestión conjunta con la senadora Amanda Roció González, lograron la firma del Convenio de Aportes Ente Universitario Autónomo (Unitrópico) el día 30 de diciembre de 2019, un día antes de terminar el periodo constitucional del exgobernador Alirio.
Es importante señalar, que de acuerdo a lo establecido en el artículo 59 de la Ley 30 de 1992, este convenio era un requisito e insumo indispensable, para realizar el Estudio Socioeconómico de Factibilidad de transformación de Unitrópico, la norma de educación anteriormente citada indica lo siguiente:  
"ARTÍCULO 59. A partir de la vigencia de la presente Ley, la creación de universidades estatales u oficiales o de seccionales y demás instituciones de Educación Superior estatales u oficiales debe hacerse previo convenio entre la Nación y la entidad territorial respectiva, en donde se establezca el monto de los aportes permanentes de una y otra. Este convenio formará parte del estudio de factibilidad requerido."
La suscripción del Convenio de Financiación Ente Universitario Autónomo, se consideraba el hito más difícil del proceso de transformación de Unitrópico, dado que el Gobierno Nacional en virtud de lo dispuesto en los artículo 86 y 87 de la Ley 30 de 1992, concurre con recursos del Presupuesto General de la Nación para el financiamiento de gastos de funcionamiento e inversión de todas las universidades públicas.
Entonces, en la medida en la que Unitrópico será una universidad oficial, debemos señalar que la misma será beneficiaria de los recursos que se asignan del Presupuesto General de la Nación en los términos definidos en los precitados artículos 86 y 87, por lo tanto, el Presupuesto General de la Nación, tendría que asumir un gasto adicional para apoyar la financiación de Unitrópico, situación de gasto público que se superó con el entendimiento político entre el gobierno del ex-gobernador de Casanare Josué Alirio Barrera Rodríguez, la senadora Amanda Roció González y el Presidente Iván Duque Márquez.
Los aportes financieros logrados y pactados en el Convenio de Financiación Ente Universitario Autónomo, entre la Gobernación de Casanare y el Gobierno Nacional en cabeza del Presidente Iván Duque Márquez  fueron lo siguientes: 
Aportes de Presupuesto General de la Nación para funcionamiento: Dieciséis mil millones de pesos m/cte. ($16.000.000.000).
Aportes de la Gobernación del Casanare: Dos mil quinientos millones de pesos m/cte. ($2.500.000.000).
Es de señalar, que adicional a los recursos pactados en el Convenio de Financiación, Unitrópico una vez sea universidad pública, al iniciar su oferta académica percibirá un importante monto de recursos propios, adicional a ello, tendrá acceso a las siguientes fuentes de financiación: 
Recursos del artículo 40 de la Ley 2056 de 2020.
Recursos por artículo 87 de la Ley 30 de 1992.
Recursos estampillas pro Universidad Nacional Ley 1697 de 2013. “Por la cual se crea la estampilla pro Universidad Nacional de Colombia y de más Universidades Estatales de Colombia”
Recursos de fomento del Ministerio de Educación Nacional.
Recursos de proyectos de regalías que se presenten directamente.
Recursos de capacitación que trata el artículo 6 de la Ley 1937 de 2018.
Estampillas específicas (implica trámite de ley, puesto que, el Congreso de la República es quien aprueba la creación de los tributos de orden territorial).

## Trazabilidad del proceso de transformación
TRAMITE OFICIALIZACIÓN UNITRÓPICO
Para materializar la Ley 1937 de 2018 y lo dispuesto en la Sentencia C-051 de 2018 emitida por la Sala Plena de la Honorable Corte Constitucional y de conformidad con el Acta de reunión con el Ministerio de Educación Nacional de fecha 26 de febrero de 2019, se realizaron los siguientes trámites y/o pasos:
      I.       Suscripción Convenio de Aportes permanentes entre el departamento de Casanare y la Nación, conforme a lo reglado en el artículo 59 y 86 de la Ley 30 de 1992 y las disposiciones de la Sentencia C-051 de 2018.
Estado: CONVENIO FIRMADO. La suscripción del Convenio de Aportes de Financiación entre la Nación y la Gobernación de Casanare, se realizó el 30 de diciembre de 2019.  
Nota. Frente a la suscripción de dicho convenio, es de resaltar que el Exgobernador de Casanare Josué Alirio Barrera Rodríguez mediante Ordenanza N.º 015 de 2019 artículo 44, contó con la debida autorización para suscribir el Convenio de Aportes de Financiación entre la Nación y la Gobernación de Casanare.  
      II.       Expedición de Anuencia Miembros Fundadores de conformidad con lo establecido en el artículo 2 de la Ley 1937 de 2018 y las disposiciones contenidas en la Sentencia C-051 de 2018.
Estado: ANUENCIA POSITIVA POR PARTE DE LOS FUNDADORES. La Sala General de Miembros activos de UNITRÓPICO en sesión extraordinaria de fecha 18 de junio de 2020, de manera unánime y tal como consta en el Acta 046 del 18 de junio de 2020, manifestó su aquiescencia y/o anuencia en el sentido de que UNITRÓPICO como institución privada transforme su Naturaleza, Carácter Académico y Régimen Jurídico a Universidad Pública de conformidad con lo establecido en el artículo 2 de la Ley 1937 de 2018 y la Sentencia C-051 de 2018. 
Nota. La Sala CONACES tal como se evidencia en el párrafo 1 página 13 de la Resolución 012703 del 13 de julio de 2021 expedida por el Ministerio de Educación Nacional, evidenció que mediante el Acta N.º 046 del 18 de junio de 2020, se da cumplimiento a lo establecido en el artículo 2 de la Ley 1937 de 2018. 
    III.        Aprobación Estudio Socioeconómico de Factibilidad por parte del Ministerio de Educación Nacional conforme al contenido de la Sentencia C-051 de 2018, la Ley 30 de 1992 en concordancia con la Ley 1937 de 2018.
Estado: APROBADO, previamente cargado en plataforma del Ministerio de Educación Nacional el día 15 de julio de 2020 bajo el radicado 824. 
Nota 1. El Estudio Socioeconómico de Factibilidad fue realizado Ad Honorem por parte del personal académico-administrativo de Unitrópico, tal como consta en los Acuerdos de Colaboración suscritos con la Gobernación de Casanare en cabeza de Josué Alirio Barrera Rodríguez y Salomón Andrés Sanabria Chacón.  
El trabajo Ad Honorem de los trabajadores de Unitrópico fue exaltado por el Consejo Superior de la Fundación Universitaria Internacional del Trópico Americano, mediante la Resolución CS N.º 002 de 2021. 
Nota 2. Mediante Resolución 004193 del 19 de marzo de 2020, el Ministerio de Educación Nacional suspende la aprobación de estudios de factibilidad socioeconómica de Instituciones de Educación Superior hasta que se supere la emergencia sanitaria en razón al COVID-19, lo cual atrasó el análisis del estudio de transformación de Unitrópico en un interregno de tiempo de prácticamente un año, dicha situación se superó por solicitud e intermediación de la presidenta de la Comisión Sexta de Senado, Senadora Amanda Rocío González Rodríguez ante el Ministerio de Educación Nacional tal como consta en oficio de fecha 16 de julio de 2020. 
La petición de la senadora Amanda Rocío se centró en pedir un trámite especial al análisis y aprobación del Estudio Socioeconómico de Factibilidad para la transformación de Unitrópico a universidad pública, argumentando que el proceso de transformación de la institución que trata la Ley 1937 de 2018, es de transformación y no de creación y que por ello no le era aplicable la suspensión decretada mediante la Resolución 004193 del 19 de marzo de 2020 por parte del Ministerio de Educación Nacional.
Ante la solicitud de la senadora, el Ministerio de Educación Nacional accedió y dio continuidad al análisis del estudio; hecho y gestión que permitió la aprobación del Estudio de Factibilidad Socioeconómico que acompaña el proceso de transformación de la naturaleza, carácter académico y régimen jurídico de la Fundación Universitaria Internacional del Trópico Americano, mediante Resolución 012703 de 13 de julio de 2021. 
Nota 3. Mediante Auto de fecha 1 de marzo de 2021, la Sala CONACES e Inspección y Vigilancia del Ministerio de Educación Nacional, solicitó a Unitrópico completitud de información del Estudio Socioeconómico de Factibilidad. Unitrópico de manera conjunta con la Gobernación de Casanare dan respuesta al Ministerio de Educación Nacional el día 26 de marzo de 2021. 
La radicación de completitud de información anteriormente aludida se observa en los dos párrafos finales de la página 9 de la Resolución 012703 de 13 de julio de 2021 expedida por el Ministerio de Educación Nacional. 
Nota 4. La Comisión Nacional Intersectorial de Aseguramiento de la Calidad de la Educación Superior CONACES tiene la función de evaluación de las condiciones de calidad de las Instituciones de Educación Superior oferentes de programas académicos, por ello, conoció con fines de evaluación, la información contenida en el Estudio de Factibilidad Socioeconómico de Transformación de Unitrópico, instancia técnica que el día 29 de abril de 2021, estimó procedente la recomendación de aprobación del Estudio de Factibilidad Socioeconómico propuesto para la transformación de Unitrópico. 
Lo anterior, se dio a conocer mediante oficio con radicado 2021–EE–086682 suscrito por el viceministro de Educación Superior Doctor José Maximiliano Gómez Torres. 
Para una mayor ilustración sobre las competencias de las Salas CONACES, es importante resaltar que la siguiente información de dichos cuerpos colegiados fue tomada de la página web del Ministerio de Educación Nacional[1] y esta señala que “la Comisión Nacional Intersectorial de Aseguramiento de la Calidad de la Educación Superior CONACES es un órgano de asesoría y coordinación sectorial perteneciente al Sector Administrativo de la Educación, donde sus competencias están relacionadas con el Sistema de Aseguramiento de la Calidad de la Educación Superior y por ello, se encarga de la evaluación del cumplimiento de los requisitos para la creación de instituciones de educación superior, su cambio de carácter académico, redefinición, creación de seccionales y reconocimiento como universidades, así como también le corresponde evaluar que los programas académicos cumplan con las condiciones de calidad para su oferta y desarrollo, y emitir el respectivo concepto sobre la procedencia del otorgamiento o renovación del registro calificado. (Negrita fuera de texto)
A.  SALA GENERAL CONACES
Integrada por el Ministro (a) de Educación Nacional o su delegado y el Director (a) del Departamento Administrativo de Ciencia, Tecnología e Innovación - COLCIENCIAS o su delegado, sin perjuicio de que a sus sesiones se invite además a los representantes de los organismos asesores del Gobierno Nacional en materia de educación superior, a entidades de naturaleza pública o privada y/o representantes de la academia que, en materia de educación superior, puedan colaborar en asuntos que sean tratados en esta instancia.
FUNCIONES
●    Expedir los reglamentos necesarios para el adecuado funcionamiento de la Comisión Nacional Intersectorial de Aseguramiento de la Calidad de la Educación Superior - CONACES.
●    Adoptar criterios de evaluación de la calidad de la educación superior para que sean aplicados por las salas de evaluación.
●    Apoyar el fortalecimiento del Sistema de Aseguramiento de la Calidad de Educación Superior.
●    Adoptar estrategias para la articulación de los diferentes actores, procesos y sistemas de información que conforman el Sistema de Aseguramiento de la Calidad de Educación Superior.
●    Elegir, designar y remover los integrantes de cada sala de evaluación.
●     Establecer criterios y procedimientos de evaluación de la gestión de los integrantes de las Salas de Evaluación.
B.  SALAS DE EVALUACIÓN
Para el cumplimiento de las funciones de la CONACES, esta se apoya en expertos académicos que se organizan en Salas de Evaluación, las cuales se integran según las áreas del conocimiento o campos de acción de la educación superior definidos en la clasificación internacional normalizada de la Educación adaptada para Colombia CINE-2011, y de acuerdo con las necesidades del servicio y las políticas en materia de Educación Superior. 
FUNCIONES
Apoyar el proceso de evaluación, y presentar las recomendaciones de orden académico sobre las condiciones para el otorgamiento y/o renovación del registro calificado de los programas académicos de educación superior, incluyendo maestrías y doctorados de cada área específica del conocimiento, integrando en su evaluación los diferentes procesos y sistemas de información que conforman el Sistema de Aseguramiento de la Calidad de la Educación Superior.
Apoyar el proceso de evaluación a efectos de recomendar al Ministerio de Educación Nacional, la autorización o no del funcionamiento o condicionamiento de los programas de formación complementaria ofrecidos por las escuelas normales superiores, previa verificación de las condiciones de calidad.
Apoyar el proceso de evaluación de convalidación de títulos de educación superior y de los programas de formación complementaria, conforme la norma vigente que rige y reglamenta el procedimiento en la materia, emitiendo para ello conceptos de recomendación que requiera el Ministerio de Educación Nacional.
Apoyar, con la emisión de recomendaciones académicas, los procesos que se adelanten en ejercicio de las funciones de inspección y vigilancia de la educación superior.
Formular propuestas para la adopción de criterios relacionados con el aseguramiento de la calidad de los programas de educación superior y de los programas de formación complementaria.
Participar en la elaboración de conceptos respecto de consultas académicas que se realicen en virtud de derechos de petición, y que correspondan a temas propios de su competencia.
Apoyar los procesos de actualización y fortalecimiento de competencias de los diferentes actores que conforman el Sistema de Aseguramiento de la Calidad de la Educación Superior.
Participar en el proceso de evaluación que se realice a la Sala de Evaluación respectiva, conforme los parámetros establecidos por la Sala General en el reglamento expedido para el funcionamiento de la CONACES.
Emitir las demás recomendaciones académicas y técnicas que frente a los temas de su competencia le solicite el Ministerio de Educación Nacional.
Además de las anteriores funciones, la Sala de Evaluación de Trámites Institucionales debe apoyar el proceso de evaluación y emitir los informes de recomendación sobre la creación de instituciones de educación superior oficiales, reconocimiento de personería jurídica de instituciones de educación superior privadas, cambio de carácter académico, redefinición institucional, reconocimiento como universidad, autorización de creación de seccionales y evaluación de las condiciones institucionales de calidad según la normatividad vigente, integrando en su evaluación los diferentes procesos y sistemas de información que conforman el Sistema de Aseguramiento de la Calidad de la Educación Superior.
Las Salas de Evaluación de la CONACES son las siguientes: 
| Sala de Evaluación de Educación.                                     | Sala de Evaluación de Artes y Humanidades.                                   |
| Sala de Evaluación de Ciencias Sociales, Periodismo e Información.   | Sala de Evaluación de Administración de Empresas y Derecho.                  |
| Sala de Evaluación de Ciencias Naturales, Matemáticas y Estadística. | Sala de Evaluación de Tecnologías de la Información y la Comunicación (TIC). |
| Sala de Evaluación de Ingeniería, Industria y Construcción.          | Sala de Evaluación de Agricultura, Silvicultura, Pesca y Veterinaria.        |
| Sala de Evaluación de Salud y Bienestar.                             | Sala de Evaluación de Trámites Institucionales.                              |

(…)”
Nota 5. Posterior a la aprobación de CONACES, el Estudio Socioeconómico de Factibilidad de Transformación de Unitrópico, se envió para concepto del Consejo Nacional de Educación Superior - CESU.
El Consejo Nacional de Educación Superior – CESU por ley, es un organismo con funciones de planificación, asesoría, coordinación y recomendación en el nivel de educación superior que apoya al Ministerio de Educación Nacional en la consecución de los fines y propósitos del Sistema de Aseguramiento de la Calidad. 
La conformación del Consejo Nacional de Educación Superior – CESU, de conformidad con el artículo 35 de la Ley 30 de 1992, es la siguiente:
1)   El Ministro de Educación Nacional, quien lo preside.
2)   El Jefe del Departamento Nacional de Planeación.
3)   El Rector de la Universidad Nacional de Colombia.
4)   El Director del Fondo Colombiano de Investigaciones Científicas y Proyectos Especiales "Francisco José de Caldas", Colciencias.
5)   Un Rector de la universidad estatal u oficial.
6)   Dos Rectores de universidades privadas.
7)   Un Rector de universidad de economía solidaria.
8)   Un Rector de una institución universitaria o escuela tecnológica, estatal u oficial.
9)   Un Rector de institución técnica profesional estatal u oficial.
10) Dos representantes del sector productivo.
11) Un representante de la comunidad académica de universidad estatal u oficial.
12) Un profesor universitario.
13) Un estudiante de los últimos años de universidad.
14) El Director del Instituto Colombiano para el Fomento de la Educación Superior (ICFES), con voz pero sin voto. 
Nota. Este Consejo está conformado por 16 integrantes, de los cuales 15 tienen derecho a voto.
De acuerdo con lo anterior, y de conformidad con lo dispuesto en el artículo 58 de la Ley 30 de 1992, este concepto técnico y requisito de ley debe ser emitido por dicho órgano e instancia de educación superior de manera favorable, tal como ocurrió en el Estudio de Factibilidad Socioeconómico de transformación de Unitrópico.
Nota 6. En virtud de lo dispuesto en el artículo 58 de la Ley 30 de 1992, el Consejo Nacional de Educación Superior – CESU, en sesión del día 18 de mayo de 2021, emitió concepto favorable frente a la solicitud de aprobación del Estudio de Factibilidad Socioeconómico para la transformación de Unitrópico. 
Nota 7. La Subdirección de Inspección y Vigilancia del Ministerio de Educación Nacional dentro del marco de sus funciones y conforme a lo establecido en el Auto de fecha primero (1) de marzo de 2021, artículo 4, emitió concepto favorable determinando que el proyecto de Estatuto General de Unitrópico, radicado y presentado en el Estudio de Factibilidad Socioeconómico para la transformación de Unitrópico como universidad pública, se ajusta a las disposiciones de Ley 30 de 1992, Sentencia C-051 de 2018, el Decreto 1075 de 2015 y demás normas concordantes. 
Lo anterior, dado que la Ley 30 de 1992 es el estatuto básico u orgánico al cual se deben ceñirse todas las instituciones de educación superior estatales u oficiales del país, tal como lo dispone el artículo 61 de la precitada ley:
“Artículo 61. Las disposiciones de la presente ley relativas a las instituciones estatales u oficiales de educación superior constituyen el estatuto básico u orgánico y las normas que deben aplicarse para su creación, reorganización y funcionamiento. A ellas deberán ajustarse el estatuto general y los reglamentos internos que debe expedir cada institución. Aquellos establecerán cuáles de sus actos son administrativos y señalarán los recursos que proceden contra los mismos”.
De esta manera, en aplicación del principio de legalidad cuando una autoridad del orden nacional o territorial pretenda satisfacer una necesidad pública en materia de educación superior y opte por la creación, organización o transformación como en el caso de Unitrópico, se deberá acudir a las reglas específicas que para el efecto prevé la Ley 30 de 1992, en particular respecto a la tipología que esa misma ley dispone para tales instituciones.
Al tenor de lo anterior y frente al concepto que avala el Estatuto General de Unitrópico, es de señalar que la Subdirección de Inspección y Vigilancia, en conjunto con la Oficina Asesora Jurídica del Ministerio de Educación Nacional, llevaron a cabo una mesa de trabajo con la Fundación Universitaria Internacional del Trópico Americano, en la que se abordó la temática correspondiente al proyecto de estatuto general que adoptará Unitrópico a partir de su surgimiento, transformación y/o oficialización en Universidad de naturaleza oficial. 
Como resultado de dicha jornada, la Fundación Universitaria Internacional del Trópico Americano remitió una nueva versión del proyecto de Estatuto, el cual fue objeto de estudio y análisis por parte de la Subdirección de Inspección y Vigilancia del Ministerio de Educación Nacional, quien mediante comunicación interna y con radicado 2021-IE-026416 del 21 de junio de 2021, se pronunció sobre los ajustes efectuados por la institución al contenido del Estatuto General propuesto, señalando que este se ajusta a la ley 30 de 1992, al Decreto 1075 de 2015 y demás disposiciones concordantes. 
Nota 8. Una vez emitido los conceptos favorables por parte de la Comisión Nacional Intersectorial de Aseguramiento de la Calidad de la Educación Superior – CONACES, Consejo Nacional de Educación Superior -CESU y la Subdirección de Inspección y Vigilancia del MEN, el Ministerio de Educación Nacional en ejercicio de sus atribuciones legales y reglamentarias, en especial las conferidas en la Ley 30 de 1992 expedirá el acto administrativo por el cual se resuelve el Estudio de Factibilidad Socioeconómico para la transformación de Unitrópico.
    IV.       Resolución de aprobación de Estudio Socioeconómico de Factibilidad por parte del Ministerio de Educación Nacional.
Estado: APROBADA Y EJECUTORIADA. La Resolución que avala el Estudio Socioeconómico de Factibilidad por parte del Ministerio de Educación Nacional es el número 012703 del 13 de julio de 2021.  
     V.       Iniciativa del Gobernador de Casanare:
Estado: La iniciativa de transformación y/o oficialización de Unitropico por parte del Gobernador de Casanare se logró mediante la sanción de la Ordenanza 014 de 2021. El Gobernador que presentó el proyecto de Ordenanza mediante la cual se oficializó a Unitropico fue el Ingeniero Salomón Andrés Sanabria Chacón. 
Nota. Que, en virtud de la materialización de la Ley 1937 de 2018, la Gobernación de Casanare y la Fundación Universitaria Internacional del Trópico Americano, Unitrópico, celebraron dos (2) acuerdos de colaboración suscritos el 25 de junio de 2019 y el 20 de enero de 2020, para presentar ante el Ministerio de Educación Nacional el Estudio Socioeconómico de Factibilidad para la transformación de Unitrópico, conforme a las disposiciones de carácter excepcional contempladas en la Ley 1937 de 2018 y la Sentencia C-051 de 2018. 
La Fundación Universitaria Internacional del Trópico Americano, representada legalmente por Oriol Jiménez Silva, autorizado previamente por el Departamento de Casanare, tal como consta en acuerdos de colaboración de fechas 25 de junio de 2019 (suscrito por el ex Gobernador Josué Alirio Barrera Rodríguez) y 20 de enero de 2020 (suscrito por el Gobernador Salomón Andrés Sanabria Chacón), radicó el 15 de julio de 2020 ante la plataforma Sistema de Aseguramiento de la Calidad de la Educación Superior del Ministerio de Educación Nacional-SACES, el Estudio Socioeconómico de Factibilidad para la transformación de Unitrópico, bajo el proceso de radicación N.º 824.  
Realizado lo anterior, la Fundación Universitaria Internacional del Trópico Americano, recibió visita de los pares académicos enviados por el Ministerio de Educación Nacional, los días 15 a 17 de octubre de 2020, dentro del trámite de aprobación de Estudio de Factibilidad en la Transformación de Unitrópico. 
El día 3 de noviembre de 2020, la Gobernación de Casanare y Unitrópico recibió por parte de la Secretaría Técnica de la Sala de CONACES, los informes técnicos emitidos por los pares académicos sobre la visita realizada los días 15 a 17 de octubre de 2020, dentro del trámite de aprobación de Estudio de Factibilidad en la Transformación de Unitrópico.  
En el mismo orden de ideas, el día 5 de noviembre de 2020, la Gobernación de Casanare, mediante oficio 100 0292 del 5 de noviembre de 2020, autorizó a Unitrópico para contestar los pronunciamientos sobre los informes de visita de pares académicos, teniendo en cuenta que el ejercicio de formulación y sustentación del proyecto de transformación de Unitrópico ha estado a cargo de la institución, en virtud de los acuerdos de colaboración enunciados anteriormente.  
El 18 de noviembre de 2020, Unitrópico emitió los pronunciamientos frente a los informes de la visita de pares académicos dentro del trámite del proceso de transformación, bajo el proceso de radicación N.º 824 ante la plataforma Sistema de Aseguramiento de la Calidad de la Educación Superior del Ministerio de Educación Nacional-SACES.  
Mediante comunicación 2021-EE-086682 de fecha 6 de mayo de 2021, el Ministerio de Educación Nacional informa a la institución que el estudio de factibilidad socioeconómico requerido para la oficialización de Unitrópico de acuerdo a lo establecido en la Ley 30 de 1992, Ley 1937 de 2018 y los lineamientos dictados en la Sentencia C-051 de 2018, fue recomendada su aprobación con concepto positivo por parte de la Sala de Evaluación de Trámites Institucionales de la Comisión Nacional Intersectorial de aseguramiento de la calidad de la Educación Superior – CONACES.  
En sesión de fecha 18 de mayo de 2021, el Consejo Nacional de Educación Superior -CESU- se pronunció favorablemente frente a la aprobación de la solicitud de Estudio de Factibilidad Socioeconómica para la Transformación y/o Oficialización de Unitrópico.   
En consecuencia, el Ministerio de Educación Nacional emitió la Resolución N.º 012703 del 13 de julio de 2021, acto administrativo mediante el cual se aprobó el Estudio Socioeconómico de Factibilidad que avala la transformación de la naturaleza, régimen jurídico y carácter académico de la Fundación Universitaria Internacional del Trópico Americano, en un ente universitario autónomo público, de conformidad con lo dispuesto en la Ley 1937 de 2018 y la Sentencia C-051 de 2018. 
De conformidad con la Ley 1937 de 2018, especialmente en su artículo 2, con el presente proyecto de ordenanza se materializa la iniciativa por parte del ejecutivo departamental. 
[1] Enlace página web Ministerio de Educación Nacional: https://www.mineducacion.gov.co/sistemasdeinformacion/1735/article-227123.html
Derechos adquiridos de los estudiantes ante el proceso de transformación
El artículo 5 de la Ley 1937 de 2018, prevé que los estudiantes que actualmente cursan sus estudios o tienen cupo en Unitrópico como institución privada, serán transferidos a Unitrópico como Universidad Pública. El artículo 5 de Ley 1937 de 2018, establece lo siguiente:
"ARTÍCULO 5. Con el fin de evitar situaciones que afecten las expectativas legítimas de los estudiantes, el Ministerio de Educación Nacional conforme al artículo 10, numeral 6, de la Ley 1740 de 2014; transferirá los registros calificados y demás documentos y actuaciones administrativas concomitantes de la Fundación Universitaria Internacional del Trópico Americano a la Universidad Internacional del Trópico Americano."

## Programas académicos de la institución
| Programa académico | Código (SNIES)       |
| Facultad de Ciencias Naturales y Agropecuarias |                      |
| Medicina Veterinaria y Zootecnia. | 105237               |
| Biología Ambiental | 103518               |
| Tecnología en Gestión Ambiental. | 103525               |
| Técnico Profesional en Manejo Ecológico en Plagas. | 103515               |
| Técnico Profesional en Muestreo y Monitoreo Ambiental | 103517               |
| Facultad de Ingenierías |                      |
| Ingeniería Agroforestal | 105589               |
| Ingeniería Agroindustrial | 105573               |
| Ingeniería Civil. | 52549                |
| Ingeniería de Petróleos. | 103611               |
| Tecnología en Producción de Petróleo. | 103610               |
| Técnico Profesional en Perforación de Pozos Petrolíferos. | 103612               |
| Ingeniería de Sistemas. | 103332               |
| Tecnología en Diseño y Desarrollo de Software. | 103331               |
| Técnico Profesional en Desarrollo para Dispositivos Móviles. | 103330               |
| Facultad de Arquitectura |                      |
| Arquitectura. | 52551                |
| Facultad de Ciencias Económicas y Administrativas |                      |
| Administración de Empresas, articulado por ciclos propedéuticos con: Tecnología en Gestión Turística. Técnico Profesional en Operación de Servicios Turísticos.     | 103435 103463 103462 |
| Administración y Negocios Internacionales, articulado por ciclos propedéuticos con: Tecnología en Gestión Logística. Técnico Profesional en Comercio Internacional. | 103419 103421 103420 |
| Contaduría Pública. | 52569                |
| Facultad de Derecho |                      |
| Derecho | 53331                |
| Postgrados |                      |
| Especialización en Evaluación y Gestión Ambiental | 103406               |